# Тот, кто получает пощёчины
«Тот, кто получает пощёчины» — пьеса Леонида Андреева, написанная в 1915 году. Впервые опубликована в 1916 году. Имеет посвящение «С любовью посвящаю моему другу Сергею Сергеевичу Голоушеву» — публицисту, критику, художнику.

## История создания
В письме к С. С. Голоушеву от 10 сентября 1915 г. Леонид Андреев пишет: «С 17-18 августа я среди болей и прочего сел за работу», — и называет в числе других произведений, законченных за это время, и «Тот, кто получает пощёчины» — «большую 4-актную пьесу для Драматического театра. Будет здорово играться и смотреться!»
Постановке своей новой драмы в Московском драматическом театре (сад «Эрмитаж») Андреев придавал большое значение: осенью 1915 года он специально приезжал в Москву, чтобы присутствовать на репетициях, а ещё ранее написал ряд писем к некоторым актёрам этого театра, в которых дал подробные пояснения к пьесе.
Особенное внимание в своих комментариях он уделяет характеру Консуэллы. В письме к актрисе Е. А. Полевицкой от 28 сентября 1915 г. он подчёркивает, что в раскрытии его «одна из важнейших задач артистки и режиссёра: показать богиню под мишурой наездницы и акробатки».

## Сюжет
Действие происходит в одном из больших городов Франции. В цирк папаши Брике приходит некий господин «не первой молодости, с безобразным, но живым, смелым и несколько странным лицом». По нему видно, что он человек из общества, но господин, предпочитая остаться инкогнито, выражает желание стать клоуном, получающим на манеже пощёчины. Хозяин нехотя принимает его, и вскоре выясняется, что клоун под псевдонимом Тот пользуется бешеной популярностью у публики и расположением всей труппы. Автор не раскрывает личности таинственного героя, но введением в сюжет некоего господина со стороны, князя, даёт понять, что Тота, в недавнем прошлом — заметной в обществе персоны, —
оставила жена и ушла к этому человеку. К молодой очаровательной Консуэлле в цирке неравнодушны все, особенно жокей Безано и привязавшийся к ней Тот. Но отец наездницы, разорившийся граф Манчини, настоял на браке с богатым и толстым Бароном. Известие о выгодной помолвке приурочили к цирковому бенефису Консуэллы. Раздосадованный Тот подсыпает ей в бокал с вином яд. Девушка погибает в день своего бенефиса в присутствии труппы. Ошеломлённый Барон застрелился спустя несколько минут. Буквально сразу принимает яд и Тот.

## Персонажи
- Консуэлла — наездница (по афише — «Царица танго на конях»)
- Граф Манчини — отец Консуэллы
- Тот — клоун в цирке Брике (по афише — «Тот, кто получает пощёчины»)
- Брике (папа Брике) — директор цирка
- Зинида — укротительница львов, жена Брике
- Альфред Безано — жокей
- Господин
- Барон Реньяр
- Джексон — клоун («Солнце Джексона»)
- Тили и Поли — музыкальные клоуны
- Томас, Анжелика и другие артисты и артистки цирка Брике

## Постановки в театрах
Впервые пьеса «Тот, кто получает пощёчины» была поставлена 27 октября 1915 года в Московском драматическом театре режиссёром И. Ф. Шмидтом. Одной из первых постановок в Малаховском летнем театре осенью 1915 года в маленькой роли артистки цирка Брике на сцену впервые вышла Фаина Раневская. А 27 ноября 1915 года состоялась премьера «Тота» в Петрограде в Александринском театре (постановка Н. В. Петрова).
В 1910—1920-е гг. пьеса шла в ряде провинциальных театров (в Киеве, Сызрани, Воронеже и др.), а также в Эстонии. В 1970—1980-е гг. пьеса вернулась на сцену многих советских театров. Она шла в Русском драматическом театре ЭССР, Ленинградском театре им. Ленсовета, Центральном театре Советской Армии и др.
В 2002 году приглашённый финский режиссёр Райя-Синикка Рантала поставила пьесу в Московском художественном театре. В заглавной роли — Виктор Гвоздицкий, к 50-летию которого и была приурочена премьера спектакля. В 2020 году московским режиссёром Натальей Людсковой на сцене Курского государственного драматического театра им. А. С. Пушкина был поставлен спектакль-цирковое представление «Тот, кто получает пощёчины».

## Критика
Обе первые постановки, и московская, и петроградская, имели, согласно театральной хронике и воспоминаниям современников, большой успех у зрителя. Однако критика выступила преимущественно с отрицательными оценками пьесы. Как обычно, в отзывах превратно истолковывалась природа условности андреевского театра, драматурга обвиняли в «ходульности» и «оригинальничании», хотя почти все рецензенты отмечали превосходную игру И. Н. Певцова — исполнителя роли Тота в Драматическом театре. А. Р. Кугель, обычно благожелательно оценивающий новинки Андреева-драматурга, на этот раз холодно отозвался о пьесе, попрекая автора отсутствием ясно выраженной мысли, которую здесь подменяет множество противоречащих друг другу «идей», и злоупотреблением внешними сценическими эффектами (Театр и искусство, 1915, № 49, с.927-931).
С.Голоушев даёт пьесе высокую оценку и говорит о Тоте как о роли, требующей для своего исполнения трагического актёра шаляпинского масштаба. В своей статье он указывает на сущностный конфликт, лежащий в основе этой драмы-«маскарада, где маска каждого срослась с кожей»: «Тот — это снова Человек с большой буквы, и снова рядом с ним — господин, человек маленького „ч“. Снова столкновение личности и толпы, величия духа и пошлости. Побеждена личность. У неё отнято всё, чем она жила» (Утро России, 1915, 20 октября).
Своеобразную интерпретацию пьесы дал Ф.Сологуб. В «Тоте» он видит "вскрытие ясных очертаний древнего мифа под личинами переживаемой нами действительности. Тот, в его прочтении, является посланцем иного, высшего мира, Творцом идей, который «низшёл до арены цирка, опять принял на себя униженный вид, рабий зрак, воклоунился, чтобы снова принять заушения». Консуэлла — это «дочь народа, душа простодушного человечества, очаровательная Психея… И повторяется вечная история невинной души, обольщённой вечным Осквернителем» (Сологуб Ф. Мечтатель о театре. — Театр и искусство. 1916. 4 января. № 1. С.15).
Современный драматург Виктория Никифорова отмечает: "Пьеса Леонида Андреева должна прийтись по вкусу любителям индийских мелодрам и кальмановских оперетток. «Тот, кто получает пощёчины» за десять лет предугадал сюжет «Принцессы цирка» и за пятьдесят — накалённую атмосферу «Зиты и Гиты»

## Переводы
Пьеса переведена на английский, болгарский и испанский языки.

## Экранизации
- В декабре 1915 года объявлено об окончании съёмок фильма "Тот, кто получает пощёчины". Постановка В.П Касьянова, И.Н. Певцов в роли Тота.
- В 1916 году пьесу «Тот, кто получает пощёчины» экранизировал режиссёр И. Ф. Шмидт.
- В 1924 году пьесу «Тот, кто получает пощёчины» экранизировал режиссёр Виктор Шёстрём под названием «He Who Gets Slapped»[3]. Роль клоуна Тота исполнил Лон Чейни.